# Municipio de Pleasant Ridge (Kansas)
El municipio de Pleasant Ridge (en inglés: Pleasant Ridge Township) es un municipio ubicado en el condado de Pawnee en el estado estadounidense de Kansas. En el año 2010 tenía una población de 45 habitantes y una densidad poblacional de 0,48 personas por km².

## Geografía
El municipio de Pleasant Ridge se encuentra ubicado en las coordenadas 38°8′9″N 99°17′26″O / 38.13583, -99.29056. Según la Oficina del Censo de los Estados Unidos, el municipio tiene una superficie total de 93.25 km², de la cual 93,23 km² corresponden a tierra firme y (0,02 %) 0,02 km² es agua.

## Demografía
Según el censo de 2010, había 45 personas residiendo en el municipio de Pleasant Ridge. La densidad de población era de 0,48 hab./km². De los 45 habitantes, el municipio de Pleasant Ridge estaba compuesto por el 95,56 % blancos, el 4,44 % eran afroamericanos. Del total de la población el 0 % eran hispanos o latinos de cualquier raza.